# Calamotropha hierichuntica
Calamotropha hierichuntica là một loài bướm đêm trong họ Crambidae.